# Neuroéducation
La neuroéducation ou neuropédagogie est un champ de recherches interdisciplinaire qui combine les neurosciences, la psychologie et l'éducation en vue de créer de meilleure manières d'enseigner et de meilleurs programmes scolaires.
La recherche en neuroéducation utilise les découvertes sur la mémoire, l'apprentissage, le langage et d'autres sujets liés aux neurosciences cognitives pour informer les éducateurs sur les meilleures stratégies pour enseigner et apprendre.
Grâce aux progrès techniques et technologiques et notamment grâce à l'imagerie cérébrale comme par exemple l'IRM, les neurosciences ont pu avoir une place considérable dans l'avancée scientifique. Cette discipline aura également permis de mieux comprendre certains mécanismes d'apprentissage ou même le fonctionnement de la mémoire comme les espaces de stockage de l'information avec la mémoire à long terme ou à court terme. L’objectif de la recherche en neurosciences de l’éducation est de comprendre ce qu’il se passe dans le cerveau de l’apprenant (interactions au niveau cérébral) pour adapter les méthodes pédagogiques et ainsi améliorer l’apprentissage.  Autrement dit, le but de cette discipline est de confronter les mécanismes du fonctionnement cérébrale aux méthodologies d’enseignement afin de choisir celles qui sont les plus performantes grâce à l’activation des circuits cérébraux nécessaires. 

## Définition
(mai 2025).
La mise en forme du texte ne suit pas les recommandations de Wikipédia : il faut le « wikifier ».
Les points d'amélioration suivants sont les cas les plus fréquents. Le détail des points à revoir est peut-être précisé sur la page de discussion.
- Les titres sont pré-formatés par le logiciel. Ils ne sont ni en capitales, ni en gras.
- Le texte ne doit pas être écrit en capitales (les noms de famille non plus), ni en gras, ni en italique, ni en « petit »…
- Le gras n'est utilisé que pour surligner le titre de l'article dans l'introduction, une seule fois.
- L'italique est rarement utilisé : mots en langue étrangère, titres d'œuvres, noms de bateaux, etc.
- Les citations ne sont pas en italique mais en corps de texte normal. Elles sont entourées par des guillemets français : « et ».
- Les listes à puces sont à éviter, des paragraphes rédigés étant largement préférés. Les tableaux sont à réserver à la présentation de données structurées (résultats, etc.).
- Les appels de note de bas de page (petits chiffres en exposant, introduits par l'outil «  Source ») sont à placer entre la fin de phrase et le point final[comme ça].
- Les liens internes (vers d'autres articles de Wikipédia) sont à choisir avec parcimonie. Créez des liens vers des articles approfondissant le sujet. Les termes génériques sans rapport avec le sujet sont à éviter, ainsi que les répétitions de liens vers un même terme.
- Les liens externes sont à placer uniquement dans une section « Liens externes », à la fin de l'article. Ces liens sont à choisir avec parcimonie suivant les règles définies. Si un lien sert de source à l'article, son insertion dans le texte est à faire par les notes de bas de page.
- La présentation des références doit suivre les conventions bibliographiques. Il est recommandé d'utiliser les modèles {{Ouvrage}}, {{Chapitre}}, {{Article}}, {{Lien web}} et/ou {{Bibliographie}}. Le mode d'édition visuel peut mettre en forme automatiquement les références.
- Insérer une infobox (cadre d'informations à droite) n'est pas obligatoire pour parachever la mise en page.

Pour une aide détaillée, merci de consulter Aide:Wikification.
Si vous pensez que ces points ont été résolus, vous pouvez retirer ce bandeau et améliorer la mise en forme d'un autre article.
Le cerveau humain, cet organe encore plus complexe que l'univers lui-même, dispose de plus de 100 milliards de cellules nerveuses (les neurones), comprenant elles-mêmes plus de 10 000 contacts. La neuroscience a émergé de par les progrès de la génétique, de la biologie moléculaire et des techniques d'exploration du cerveau. 
Elle peut donc se définir comme la manière dont les Hommes s'adaptent, de la meilleure façon qui soit, aux méthodes dites pédagogiques selon un certain critère : l'activité naturelle de nos fonctions cérébrales. Cependant les méthodes physiques ou chimiques, aussi appelées neurostimulation, n'impactent pas l'amélioration de ces performances dites cognitives.

### Quatre concepts clé
La neuroéducation est éclairée actuellement par quatre concepts fondamentaux établissant des passerelles entre l’éducation et le cerveau :
1. La neuroplasticité cérébrale : décrit la capacité du cerveau à remodeler ses connexions en fonction de l'environnement et des expériences vécues par l'individu.
2. Le recyclage neuronal : évoque le processus par lequel une région cérébrale est modifiée pour acquérir de nouvelles compétences.
3. L'inhibition : désigne la capacité du cerveau à contrôler des intuitions, des stratégies ou des habitudes spontanées.
4. L'attention : modélise la prise en compte par l'esprit, sous une forme claire et précise, d'un seul objet ou d'une seule suite d'idées parmi plusieurs possibles.

## Historique
D'après certaines recherches, les trois facteurs permettant le principe de l'apprentissage seraient : la plasticité cérébrale, le connectome et les neurones miroirs. 
La plasticité cérébrale remodèle, même très tardivement, tous les réseaux de cellules liées à l'activité qu'un individu a pu avoir. Bien entendu et comme nous le savons, le cerveau est en évolution constante et en perpétuel changement puisqu'il produit ou supprime sans arrêt de nouvelles connexions, ce qui lui permet d'apprendre et de retenir. 
Le connectome, correspond aux réseaux de neurones qui vérifient nos pensées et nos actions et dont le fonctionnement est extrêmement complexe. 
Les neurones miroirs, sont des cellules réparties dans l'ensemble du cerveau et qui fonctionnent durant plusieurs actions de l'être humain, comme la pensée, l'imagination ou l'observation de celui-ci. Ces mêmes cellules jouent donc un rôle majeur dans l'apprentissage par imitation notamment dans le procédé affectif comme par exemple dans l'antipathie ou l'empathie. 
La neuroéducation se base sur de nombreux apprentissages comme : la lecture, l'écriture, l'apprentissage d'une ou plusieurs langues, les mathématiques, la musique, la conception, l'organisation d'une salle de cours et bien d'autres encore. Mais cette discipline n'a pas servi seulement à comprendre la meilleure manière d'aborder les processus pédagogiques, mais aussi les troubles de l'apprentissage comme les maladies appelées DYS (dyslexie, dysorthographie, dyscalculie, etc.).

## Étymologie
Le mot "neuroéducation" se compose de deux souches. La première, "neuro" renvoie au Grec ancien νεῦρον, neûron (« nerf »). La seconde, "éducation" se rapporte au Latin educatio (« élevage, éducation »).

## Éthique
La neuroscience et l’imagerie cérébrale sont des disciplines scientifiques qui apportent des réponses en favorisant le progrès dans de nombreux domaines. Le label “neuro” exprime les nouveautés dans les champs d’exploration de la psychologie expérimentale contemporaine. Bien évidemment, certains questionnements et problèmes d'ordre éthique apparaissent concernant le domaine de l'éducation. Cependant, il est difficile de rejeter que ces nouvelles recherches pédagogiques, grâce à l'utilisation de ressources tel que         l’imagerie cérébrale, illustrent des processus neurocognitifs élémentaires d’apprentissage dont dépendent les sciences de l'éducation.

## Limites
Souvent, la neuroéducation peut se retrouver face à la critique, car il peut arriver qu'elle ne tienne pas ou très peu compte des contextes d'apprentissages et d'enseignement. Les neurosciences ont initialement construit leur épistémologie sur l’individu et non sur l’environnement alors que les sciences de l’éducation, à l’inverse, privilégient la pluralité de l’étude des facteurs d’influence de la situation pédagogique (Arbois-Calas, 2018).
Il existe un certain nombre de blocages ou situations que l'on peut catégoriser comme étant problématiques et que peuvent ressentir les élèves dans des cas de figure d'entraînement, d'évaluation ou d'apprentissage de manière générale, tout simplement. Certaines situations peuvent avoir un réel impact que malheureusement, la neuroéducation n'est pas capable de modifier. Voici quelques cas de figure : connaître une leçon, mais ne pas comprendre la consigne le jour de l'évaluation. Connaître son cours, mais ne pas réussir à faire un exercice, ou même se retrouver dans l'incapacité à se concentrer. Finalement, ce sont des problèmes fréquents qui peuvent apparaître lorsqu'un élève ne connaît pas lui-même ses variabilités attentionnelles.

## Intérêts

### Pour les enseignants
Les recherches en neuroéducation sont généralement prises en compte pour l’enseignement spécialisé, car il est souvent plus difficile de trouver des travaux en lien avec les enseignements dits “ordinaires”. Ces recherches peuvent contribuer à nourrir les pratiques des enseignants qui appliqueraient alors des méthodes fondées sur des faits scientifiques comme c’est déjà le cas pour d’autres disciplines.
La neuroéducation comme les autres approches (approche béhavioriste, approche constructiviste, approche cognitiviste, approche neuroscientifique…) souhaite étudier certains problèmes éducatifs, mais veulent faire à un niveau d’analyse jusqu’ici inexploré par les autres approches qui est le niveau cérébral. Par problèmes éducatifs, on entend le mot problème au sens très général du terme; à la fois des problèmes spécifiques comme : difficultés des élèves en mathématiques, difficultés des élèves en sciences… Mais, aussi toutes les questions que peuvent se poser les professeurs : lorsqu’ils se demandent quel type d’enseignement ils devraient préconiser avec tel ou tel élève; c’est en quelque sorte un problème qui est posé à l'enseignement. C'est pour cela que la neuroéducation se propose parfois de répondre à certaines situations compliquées souvent d'ordre éducatives, en apportant des solutions à son échelle au sein du système scolaire. 

### Pour les apprenants
La neuroéducation peut être un moyen d'aider les apprenants, si les travaux et surtout les résultats de ces derniers sont présentés de façon vulgarisée. Un élève à qui l’on explique le fonctionnement de son cerveau aurait une nouvelle source de motivation et apprendrait mieux . La neuroéducation peut apprendre aux élèves comment se déroule le processus d’apprentissage pour que ces derniers développent des stratégies d’apprentissages efficaces. L’attention, la concentration et la compréhension des apprenants sont susceptibles d’être améliorées grâce aux études en neuroéducation. 
La métacognition peut ainsi être bénéfique, notamment pour permettre aux sujets d’être plus actifs dans leur apprentissage et d’autant plus que les profils des apprenants sont de plus en plus variés. Avec le développement de l’apprentissage tout au long de la vie, des publics de divers âges et dans différentes situations sont concernés. 
Comprendre le fonctionnement de la mémoire peut aider chaque personne dans son apprentissage, que ce soit un élève en école primaire, un étudiant en droit ou un professionnel en formation continu.
Les neurosciences nous apprennent par exemple que la mémoire est composée de deux systèmes distincts, à savoir la mémoire à long terme et celle à court terme. La dernière se compose notamment de la mémoire de travail, qui est très engagée dans l’apprentissage.
Celle-ci a une capacité différente chez chaque individu, et peut être améliorée en l’entraînant.
En outre, les apprenants peuvent bénéficier de la connaissance de pratiques permettant d’améliorer la mémoire, par exemple le fait d’espacer les apprentissages, de se reposer suffisamment, de se tester soi-même ainsi que de combiner des mots avec des visuels. 
Prendre soin de son cerveau dans le court-terme est aussi nécessaire. C’est-à-dire que l’on peut apprendre à s’organiser pour ne pas faire trop de choses à la fois, ne pas devoir se rappeler trop de choses, ne pas se laisser distraire et créer une bulle d’apprentissage qui nous correspond.
Pour tous les âges, il est également important de savoir que les téléphones portables distraient l’attention et affectent négativement les apprentissages. 
Finalement, il est aussi important de réaliser que l’apprentissage est un challenge quotidien qui est profondément exigeant.

### Pour les professionnels
Le laboratoire de recherche LaPsyDÉ de l’Institut de Psychologie de l'Université Paris Descartes a créé un diplôme universitaire (DU) afin de former les professionnels à la neuroéducation. En effet, c'est un domaine émergent dans toute la France depuis 1990 ainsi que dans le reste du monde. S’appuyant sur des champs de recherches interdisciplinaires qu’est la neuroéducation, la formation a pour but de construire chez les professionnels en éducation, une nouvelle approche et un regard neuf sur les sciences de l'éducation. La formation répertorie tous les stades du développement, en débutant du jeune enfant jusqu'au jeune adulte. En outre, elle permet d’acquérir certaines compétences considérées comme étant importantes sur le développement de l’enfant ou de l’adolescent à l'échelle de son contexte social, tout en étant en lien avec la maturation cérébrale. Aussi, elle justifie le fait de considérer la sphère des neurosciences ainsi que celle des sciences cognitives pour utiliser certaines pratiques comme : la pensée critique, les compétences sociologie-émotionnelles, etc.

## Publications
- Neuroéducation (Revue)